# Christian Schroll
Christian Schroll (8. oktober 1807 på Lykkenssæde – 23. juli 1890) var en dansk landmand og politiker, bror til Gustav Schroll.
Han var søn af Henning Schroll, var arvefæster og i årene 1833 til 1843 bestyrer af Kjøng Hørfabrik ved Vordingborg. Han var også medforpagter af Mogenstrup Brænderi ved Næstved.
Han blev valgt til Den Grundlovgivende Rigsforsamling 1848 og var medlem af Folketinget for Vordingborgkredsen i hele tredive år, fra 1849 til 1879. Han tilhørte først Bondevennernes Selskab og siden Venstre. Schroll var kendt for sin tavshed ("Den tavse Schroll") og spillede ikke nogen stor rolle på tinge. Han var med i udvalget, som behandlede Fællesforfatningen.
Han ægtede 24. november 1847 i Vejlø Kirke Thora Marie Madsen, datter af L. Madsen og Karen født Rost.